# ارچی (قندوز)
ارچی (به لاتین: Archi) یک منطقهٔ مسکونی در افغانستان است که در ولایت کندز واقع شده‌است. ارچی ۸٬۷۹۲ نفر جمعیت دارد و ۴۷۰ متر بالاتر از سطح دریا واقع شده‌است.